# کامپانیولو
کامپانیولو شرکت ایتالیایی سازندهٔ قطعات دوچرخه است و مقر آن در ویچنزا قرار دارد.
قطعات معمولاً به صورت یک بسته سازماندهی می‌شوند و مجموعه‌ای نسبتاً کامل از قطعات مکانیکی دوچرخه هستند. بسته‌های سوپر رکورد، رکورد و کوروس پرچمدار محصولات کامپانیولو هستند که نمایان کنندهٔ تغییر اخیر به سوی تولید پیشران‌های ۱۱ سرعته هستند.
کامپانیولو چرخ‌های آلومینیومی و کربنی نیز تولید می‌کند.

## تاریخچه
شرکت کامپانیولو توسط تولیو کامپانیولو بنیان‌گذاری شد و در سال ۱۹۳۳ کار خود را در کارگاهی در ویچنزا آغاز کرد. مؤسس آن در دههٔ ۱۹۲۰ در ایتالیا مسابقه می‌داد و ایده‌هایی در زمینه بهبود اجزای دوچرخه، از جمله سازوکار رهایی سریع، شانژمان و دندهٔ میله‌ای برای تعویض دنده داشت. تاکنون ۱۳۵ حق ثبت اختراع برای نوآوری‌های کامپانیولو در فناوری دوچرخه‌سازی ثبت شده‌است.

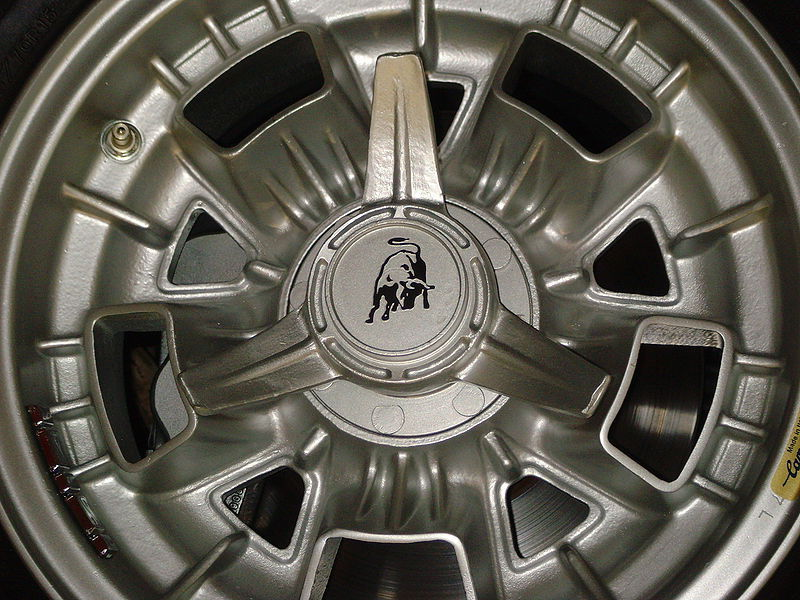
چرخ منیزیمی لامبورگینی اسپادا محصول کامپانیولو

کامپانیولو ساخت اجزای منیزیمی از جمله چرخ خودروهای ورزشی مانند آلفا رومئو، فراری، لامبورگینی و مازراتی را در پایان دههٔ ۱۹۵۰ آغاز کرد و در سال ۱۹۶۹ شاسی ماهواره‌های ناسا را ساخت. در سال ۱۹۶۳ ترمز دیسکی را برای موتوراسکوتر تلویزیونی اینوچنتی ساخت که نخستین وسیلهٔ نقلیهٔ دوچرخ دارای چنین ترمزی بود. همچنین در دههٔ ۱۹۷۰ چرخ‌های مورد نیاز برای خودروهای فرمول یک فراری را تأمین می‌کرد.
کامپانیولو با همکاری کلناگو اجزای سبک‌وزن برای دوچرخهٔ ادی مرکس ساخت تا به او در شکستن رکورد یک‌ساعت در سال ۱۹۷۲ کمک کند.
پس از موفقیت‌های کامپانیولو در دهه‌های ۱۹۷۰ و ۱۹۸۰، توسعهٔ دندهٔ ایندکسی و دستهٔ ترمز ترکیبی توسط شیمانو باعث عقب افتادن کامپانیولو شد. حمله ناموفق به سوی دوچرخه‌سواری کوهستان، تولید بیش از حد و بسته‌های سنگین اوکلید، سنتور و الیمپوس باعث نزول شرکت در آن سال‌ها شد. در آن زمان، بسته‌های گران‌قیمت رکورد او.آر. و ایکاروس ام‌تی‌بی به بازار راه یافتند و اعتبار کامپانیولو به عنوان برند دوچرخهٔ جاده محکم شد. در نتیجه در سال ۱۹۹۴ از تولید دوچرخه‌های کوهستان دست کشید.
کامپانیولو در اواخر دههٔ ۱۹۹۰ و آغاز دههٔ ۲۰۰۰ استفاده از قطعات فیبر کربن و تیتانیم را افزایش داد. در سال ۲۰۰۴ پیشران فشردهٔ کامل با زنجیرهای کوچکتر را معرفی کرد که دنده‌های پایین‌تری نسبت به پیشران‌های سنتی داشت. در سال ۲۰۰۸ نیز پیشران ۱۱ سرعته را برای بسته‌های رکورد، سوپر رکورد و کوروس ارائه کرد. همچنین نسخهٔ الکترونیکی پیشران خود را منتشر کرده‌است.
تمرکز کامپانیولو بر دوچرخه‌سواری جاده و دوچرخه‌سواری پیست است. تاکنون حامی مالی تیم‌های مختلفی در پروتور از جمله آستانه، موویستار، لوتو–سودال، کوفیدیس، کوئیک‌استپ فلورز و لامپره بوده‌است. همچنین در پیروزی‌های ادی مرکس تأثیر داشته‌است.

## نشان‌های تجاری
کامپانیولو از نشان‌های تجاری گوناگونی بهره برده‌است که شناخته‌شده‌ترین آن‌ها امضای کامپانیولو است و یک نشان دیگر، دستهٔ رهایی سریع است. لوگوی شرکت، چرخ بالدار است.